# 瑙吉班海杰什
瑙吉班海杰什，是匈牙利贝凯什州所辖的一个村。总面积42.24平方公里，总人口1186，人口密度28.1人/平方公里（2011年1月1日）。